# Jonathan Haggerty

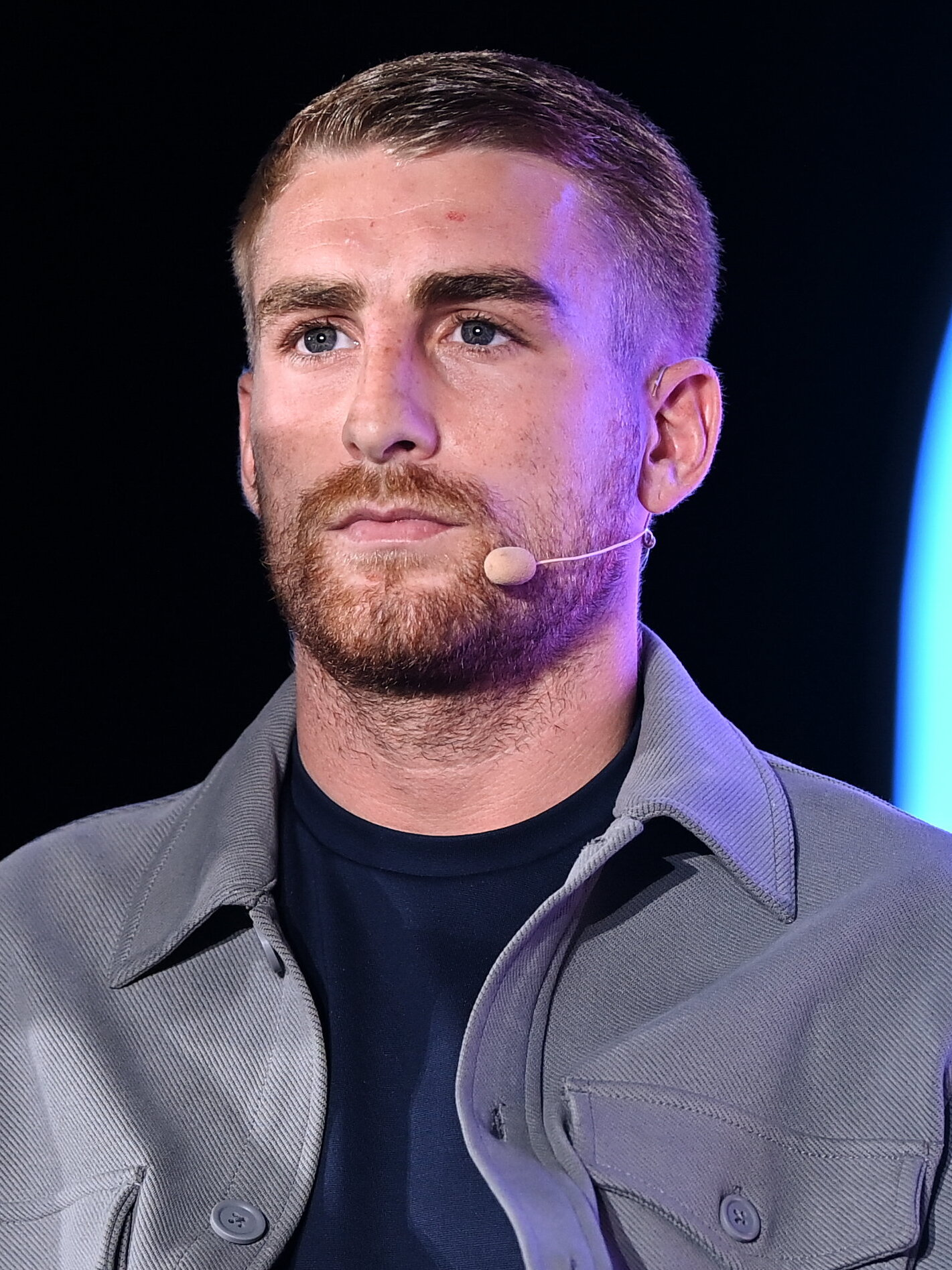
Jonathan Haggerty (2024)

Jonathan „The General“ Haggerty (* 18. Februar 1997 in Orpington, London) ist ein britischer Muay-Thai-Kämpfer. Er ist bei der singapurischen Kampfsport-Organisation ONE Championship unter Vertrag und amtierender ONE-Muay-Thai-Weltmeister im Bantamgewicht sowie ehemaliger ONE-Muay-Thai-Weltmeister im Fliegengewicht.

## Frühe Jahre
Haggerty wuchs im Süden der britischen Hauptstadt London mit einem jüngeren Bruder und zwei jüngeren Schwestern auf. Im Alter von sieben Jahren machte er die ersten Schritte im Muay-Thai-Sport durch Training, das von seinem Vater geleitet wurde. Mit zwölf Jahren trat er seine ersten Amateurkämpfe an. Als Amateur konnte er schnell Erfolge erzielen und wurde mehrfacher britischer sowie europäischer Meister. Sein Profidebüt gab er 2014 gegen Anthony Edwards und gewann den Kampf durch technisches K. o. in der vierten Runde.

## Titel und Erfolge
- ONE Championship
  - ONE Bantamweight Muay Thai Weltmeister (amtierend)
  - ONE Flyweight Muay Thai Weltmeister (ehemals)
  - Performance of the Night (mehrfach)
- WBC Muaythai
  - 2018 WBC Muaythai International Super Featherweight Champion
- International Sport Karate Association
  - 2016 ISKA Muay Thai World Super Featherweight Champion
  - 2021 ISKA Muay Thai World Lightweight Champion
- Roar Combat League
  - 2017 Roar Combat League World Champion